# Cube magique

Un exemple d'un cube magique de taille 3 × 3 × 3. Dans cet exemple, aucun étage n'est un carré magique. Dans ce cas, le cube est classé comme un cube magique simple.

En mathématiques, un cube magique est l'équivalent tridimensionnel d'un carré magique, c’est-à-dire, un nombre d'entiers strictement positifs arrangés dans un cube de taille n × n × n tels que la somme des nombres de chaque ligne d'axe x, chaque ligne d'axe y, et chaque ligne d'axe z et les quatre diagonales spatiales (en) principales est égale à un nombre unique, ce que l'on appelle la constante magique du cube, notée {\displaystyle M_{3}(n)\,}. On peut montrer que si un cube magique est constitué des nombres 1, 2, 3 ..., n3, alors il a pour constante magique 
{\displaystyle M_{3}(n)={\frac {n(n^{3}+1)}{2}}.}
Si, de plus, le nombre de chaque diagonale d'une section plane orthogonale n × n est aussi égal à la constante magique du cube, le cube est appelé cube magique parfait ; autrement, il est appelé cube magique semi-parfait. Le nombre n est appelé l'ordre du cube magique. Si les sommes des nombres d'une diagonale principale brisée d'un cube magique est aussi égale à la constante magique du cube, le cube est appelé un cube pandiagonal.

## Une définition alternative
Dans les années récentes, une définition alternative pour le cube magique parfait a graduellement pris place. Elle est basée sur le fait qu'un carré magique pandiagonal est traditionnellement qualifié parfait, parce que toutes les lignes possibles somment correctement. Ceci n'est pas le cas avec la définition précédente pour le cube.

## Cubes magiques basés sur les carrés magiques deDüreret deGaudí
Un cube magique peut être construit avec la contrainte qu'un carré magique donné apparaisse sur une de ses faces,.